# 1349 Bechuana
1349 Bechuana eller 1934 LJ är en asteroid i huvudbältet som upptäcktes 13 juni 1934 av den sydafrikanske astronomen Cyril V. Jackson i Johannesburg. Det har fått sitt namn efter det afrikanska landet Botswana.
Asteroiden har en diameter på ungefär 24 kilometer.